# Metro de Adana
El Metro de Adana (turco: Adana metro ağı) es el sistema de metro de Adana, la quinta ciudad de Turquía. En la actualidad, el sistema se compone de una línea de metro de 14 km de longitud y que recorre de sur a norte la ciudad. Con un total de 13 estaciones, transporta 21600 pasajeros por hora y trayecto. Toma un total de 21 minutos de recorrido incluyendo las paradas en las estaciones.